# 梅福券
梅福券（德語：Mefo-Wechsel）是由德意志帝国银行行长沙赫特在1934年设计的一种本票，是纳粹德国政府为重整军备筹措资金的延期付款工具。其名称来源于出票人“冶金学研究所有限公司”。梅福券的前身为用于公共建设的奥法券（德語：Öffa-Wechsel）。
由于德国正在进行的重整军备违反了《凡尔赛条约》的条款，德国需要一种不留书面痕迹的方式来为其筹措资金。沙赫特创建的这种系统仅使用了一百万帝国马克的资本，来临时性地为重整军备筹款。沙赫特后来说，这一工具“使得帝国银行可以瞒天过海，将原来不合理、不合法的款项借出给政府”。纳粹德国政府保证在五年之内赎回梅福券，故其在实际上成为了与马克平行使用的一种货币。利用梅福券，纳粹德国可以绕过对其的军费限制，不必求助于银行贷款来重新武装国防军。纳粹领导人认为他们可以通过未来的战争（即：第二次世界大战）缴获来赎回梅福券。
1938年，梅福券的发行总量达到了顶峰，共计120亿马克，而同期的国家债券也仅计190亿马克。但是纳粹政府并没有履行1938年赎回梅福券的承诺，而是由时任经济部长冯克宣布向德意志帝国银行发行帝国债券（Reichsschuldverschreibungen）。德意志帝国银行对这样的债务重整提出警告，认为这会对货币稳定造成风险。结果，沙赫特被解除了行长职务，而冯克被任命为他的继任者。1939年，希特勒直接控制了德意志帝国银行然后命令帝国银行向政府提供无限的贷款，这使得梅福券逐渐退出了历史的舞台。